# Cardo (color)
El cardo es un color púrpura pálido similar al color malva, este color es semejante a la flor del cardo. Además se parece bastante al color de las wisterias.
El color del cardo es asociado con Escocia porque el cardo es la flor nacional de Escocia y la decoración estatal más alta de Escocia es la Orden del Cardo.

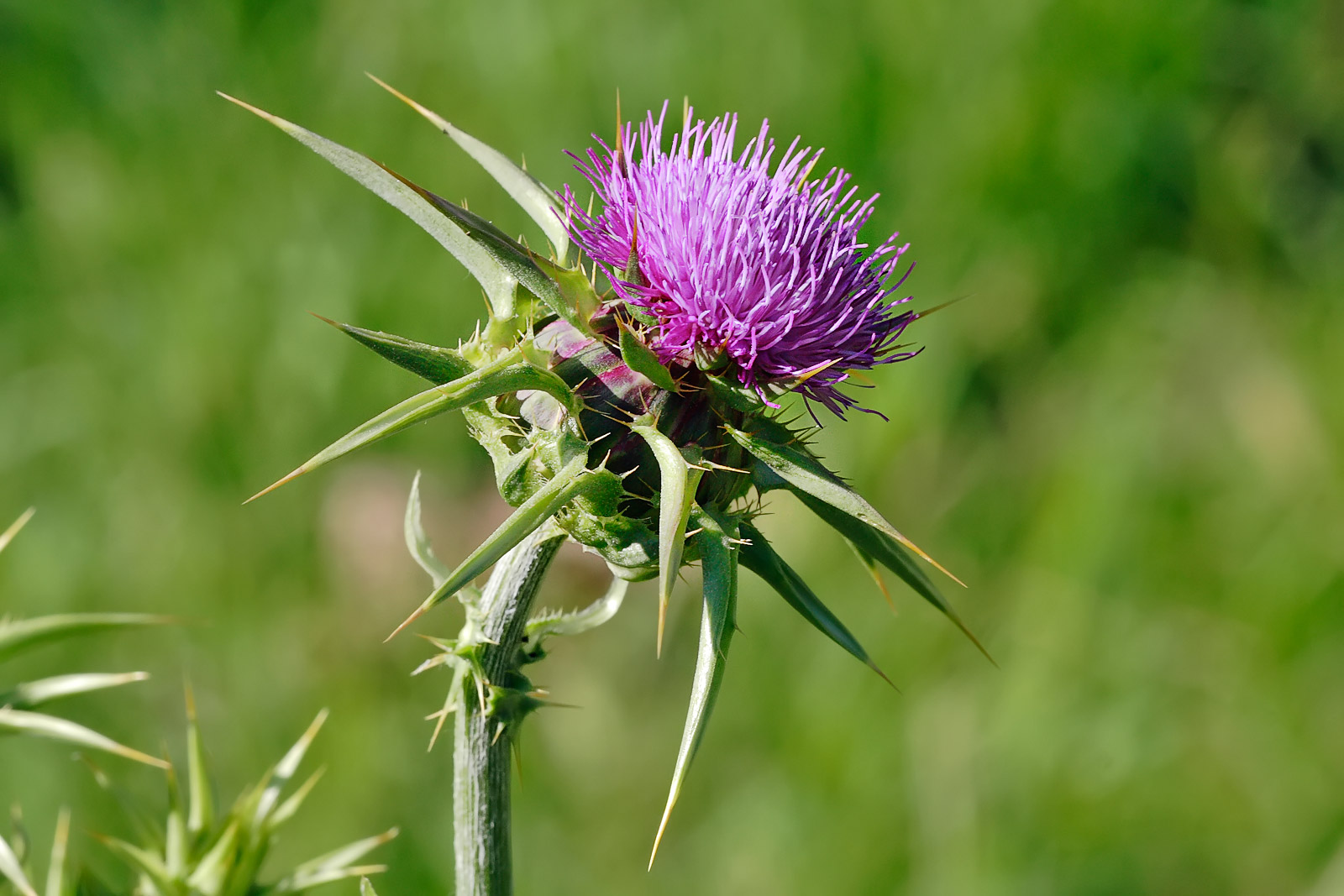
La flor del cardo.

 El primer uso registrado del cardo como un nombre de color en Inglés fue en 1892.